# Шкала ураганов Саффира — Симпсона
Шкала ураганных ветров Саффира — Симпсона (SSHWS), или шкала ураганов Саффира — Симпсона (SSHS), классифицирует ураганы — тропические циклоны западного полушария — которые превышают интенсивность тропических депрессий и тропических штормов — на пять категорий, различающихся по интенсивности их продолжительных ветров.
Чтобы попасть в эту классификацию, ураган — тропический циклон должен иметь максимальную продолжительную скорость ветра в течение одной минуты в 10 м над поверхностью не менее 119 км/ч для первой категории. Высшая классификация по шкале, категория 5, состоит из штормов с максимальной поддерживаемой скоростью ветра не менее 252 км/ч. Все пять категорий представлены в таблице со скоростью ветра в различных единицах. Классификация может дать некоторое представление о потенциальном ущербе и затоплении, которое ураган вызовет при достижении побережья.
| Категория                    | Скорость ветра (максимальный устойчивый ветер в течение 1 минуты) | Скорость ветра (максимальный устойчивый ветер в течение 1 минуты) | Скорость ветра (максимальный устойчивый ветер в течение 1 минуты) | Скорость ветра (максимальный устойчивый ветер в течение 1 минуты) |
| Категория                    | м/с                                                               | узлов (уз)                                                        | миль/ч                                                            | км/ч                                                              |
| ---------------------------- | ----------------------------------------------------------------- | ----------------------------------------------------------------- | ----------------------------------------------------------------- | ----------------------------------------------------------------- |
| 5 (Пять)                     | ≥ 70 м/с                                                          | ≥ 137 уз                                                          | ≥ 157 миль/ч                                                      | ≥ 252 км/ч                                                        |
| 4 (Четыре)                   | 58—70 м/с                                                         | 113—136 уз                                                        | 130—156 миль/ч                                                    | 209—251 км/ч                                                      |
| 3 (Три)                      | 50—58 м/с                                                         | 96—112 уз                                                         | 111—129 миль/ч                                                    | 178—208 км/ч                                                      |
| 2 (Два)                      | 43—49 м/с                                                         | 83—95 уз                                                          | 96—110 миль/ч                                                     | 154—177 км/ч                                                      |
| 1 (Один)                     | 33—42 м/с                                                         | 64—82 уз                                                          | 74—95 миль/ч                                                      | 119—153 км/ч                                                      |
| Дополнительная классификация |                                                                   |                                                                   |                                                                   |                                                                   |
| Тропический шторм            | 18—32 м/с                                                         | 34—63 уз                                                          | 39—73 миль/ч                                                      | 63—118 км/ч                                                       |
| Тропическая депрессия        | ≤ 17 м/с                                                          | ≤ 33 уз                                                           | ≤ 38 миль/ч                                                       | ≤ 62 км/ч                                                         |

Шкала ураганного ветра Саффира — Симпсона основана на максимальной скорости ветра, усреднённой за минутный интервал в 10 м над поверхностью. Хотя шкала показывает скорость ветра в непрерывном диапазоне скоростей, Национальный ураганный центр Центральный тихоокеанский ураганный центр указывает интенсивность тропических циклонов с шагом 5 узлов, например, 100, 105, 110, 115 узлов и так далее из-за неотъемлемой неопределённости в оценке силы тропических циклонов. Затем скорость ветра в узлах преобразуется в другие единицы и округляется до ближайших 5 миль/ч или 5 км/ч.
Шкала ураганов Саффира — Симпсона официально используется только для описания ураганов, которые формируются в Атлантическом океане и северной части Тихого океана к востоку от международной линии перемены дат. В других регионах для обозначения этих штормов, которые в зависимости от региона называются циклонами или тайфунами, используются разные шкалы. В этих регионах (за исключением измерений объединённого американского военно-морского центра по предупреждению о тайфунах) для определения максимальной устойчивой скорости ветра используются усреднённые значения ветра за три или десять минут вместо усреднения за 1 минуту, что создаёт важную разницу, которая мешает прямому сравнению максимальных скоростей ветра во время штормов, измеренных с использованием шкалы ураганных ветров Саффира — Симпсона, в которой применяется 1-минутное усреднение (такие ветра обычно выглядят на 14 % более интенсивно), и тех, где скорость ветра измеряется с 10-минутным интервалом (обычно выглядят на 12 % менее интенсивно).
Существует некоторая критика SSHWS за то, что она не учитывает дождь, штормовой прилив и другие важные факторы, но защитники SSHWS говорят, что часть цели SSHWS — быть простой и понятной.

## История
Шкала была разработана в 1971 году инженером-строителем Гербертом Саффиром и метеорологом Робертом Симпсоном, который в то время был директором Национального центра ураганов США (NHC). Шкала была представлена широкой публике в 1973 году и получила общее распространение после того, как Нил Франк сменил Симпсона во главе NHC в 1974 году.
Первоначальная шкала была разработана Гербертом Саффиром, инженером-строителем, который в 1969 году отправился по заказу ООН на изучение недорогого жилья в районах, подверженных ураганам. Во время проведения исследования Саффир понял, что не существует простой шкалы для описания вероятных последствий урагана. Отражая полезность шкалы магнитуд Рихтера для описания землетрясений, он разработал шкалу от 1 до 5, основанную на скорости ветра, которая показала ожидаемые повреждения конструкций. Саффир дал оценку NHC, а Симпсон учёл эффекты штормового нагона и наводнения.
В 2009 году NHC предпринял шаги по устранению диапазонов давления и штормовых нагонов из категорий, преобразовав их в шкалу чистого ветра, названную шкалой ураганных ветров Саффира — Симпсона (экспериментальной) [SSHWS]. Новая шкала была введена в действие 15 мая 2010 г. Шкала не включает диапазоны паводков, оценки штормовых нагонов, количество осадков и местоположение, что означает для урагана категории 2, обрушившегося на крупный город, вероятно, нанесение гораздо большего совокупного ущерба, чем для урагана категории 5, обрушившегося на сельскую местность. Агентство назвало различные ураганы в качестве причин для удаления «научно неточной» информации, в том числе об урагане Катрина (2005 г.) и урагане Айк (2008 г.), которые имели более сильные штормовые нагоны, чем предполагалось, и урагане Чарли (2004 г.), который имел более слабый штормовой нагон, чем предполагалось. После исключения штормового нагона из шкалы ветров Саффира — Симпсона, прогнозирование и моделирование штормовых нагонов теперь осуществляется с использованием компьютерных численных моделей, таких как ADCIRC и SLOSH.
В 2012 году NHC расширил диапазон скоростей ветра для категории 4 на 1 миль/ч в обоих направлениях, до 130—156 миль/ч, с соответствующими изменениями в других единицах (113—136 узлов, 209—251 км/ч) вместо 131—155 миль/ч (114—135 узлов, 210—249 км/ч). NHC и Central Pacific Hurricane Center определяют интенсивность тропических циклонов с шагом в 5 узлов, а затем преобразуют в единицы миль/ч и км/ч с аналогичным округлением для других отчётов. Так, скорость 115 узлов имеет рейтинг урагана категории 4, но преобразование в мили в час (132,3 миль/ч) округляется до 130 миль/ч, что делает его штормом с категорией 3. Аналогично, скорость 135 узлов (~155 миль/ч, и, следовательно, категория 4) соответствует 250,02 км/ч, которая согласно определению, использованному до изменения, будет относиться к категории 5. Чтобы решить эти проблемы, NHC был обязан неправильно сообщать о штормах со скоростью ветра 115 узлов как 135 миль/ч и 135 узлов как 245 км/ч. Изменение определения позволяет для штормов со скоростью 115 узлов правильно округлять скорость до 130 миль/ч, и для штормов со скоростью 135 узлов правильно указывать 250 км/ч, и по-прежнему относить их в категорию 4. Поскольку NHC ранее округлял неправильно, чтобы штормы оставались в категории 4 в каждой единице измерения, изменение не влияет на классификацию штормов предыдущих лет. Новая шкала была введена в действие 15 мая 2012 г.

## Категории
Шкала делит ураганы на пять различных категорий в зависимости от скорости ветра. Национальный центр ураганов США классифицирует ураганы по категориям 3 и выше как сильные ураганы, а Объединённый центр предупреждения о тайфунах классифицирует тайфуны со скоростью ветра 150 миль/ч или выше (сильная категория 4 и категория 5) как супертайфуны (хотя все тропические циклоны могут быть очень опасными). Большинство метеорологических агентств используют определение устойчивых ветров, рекомендованное Всемирной метеорологической организацией (ВМО), в котором указывается измерение ветра на высоте 33 фута (10,1 м) за 10 минут, а затем проведя усреднение. Напротив, Национальная метеорологическая служба США, Центр ураганов в Центральной части Тихого океана и Объединённый центр предупреждения о тайфунах определяют устойчивые ветры как средние значения ветра в течение одной минуты, измеренные при той же высоте 33 фута (10,1 м), и это определение, используемое для этой шкалы ураганов.
Шкала примерно логарифмическая по скорости ветра.
Пять категорий описаны в следующих подразделах в порядке возрастания интенсивности. Интенсивность примеров ураганов определяется как при выходе их на сушу, так и максимальной интенсивностью.

### Категория 1
| Категория 1                                  | Категория 1                          |
| Устойчивые ветры                             | Последний выход на берег             |
| -------------------------------------------- | ------------------------------------ |
| 33—42 м/с 64—82 уз 119—153 км/ч 74—95 миль/ч | Николь приближается к штату Флорида. |

Очень опасные ветры нанесут некоторый ущерб
Ураганы категории 1 обычно не причиняют значительного структурного повреждения большинству хорошо построенных постоянных сооружений; однако они могут сваливать незакрепленные передвижные дома, а также выкорчевывать или ломать слабые деревья. Плохо прикреплённая черепица может сорваться. Прибрежные наводнения и повреждения пирсов часто связаны со штормами категории 1. Перебои в подаче электроэнергии обычно широко распространены и продолжаются иногда по несколько дней. Несмотря на то, что это наименее интенсивный тип урагана, они всё же могут причинить значительный ущерб и быть опасными для жизни штормами.
Ураганы, сила которых соответствовала категории 1, и достигшие берега с такой интенсивностью включают: Агнес (1972), Хуан (1985), Исмаэль (1995), Дэнни (1997), Клодетт (2003), Гастон (2004), Стэн (2005), Умберто (2007), Исаак (2012), Мануэль (2013), Эрл (2016), Гермин (2016), Нейт (2017), Барри (2019), Лорена (2019), Ханна (2020), Исайяс (2020) и Нана (2020), Гамма (2020), Нора (2021), Николас (2021), Памела (2021), Джулия (2022), Лиза (2022), Николь (2022) и 
Дебби (2024).

### Категория 2
| Категория 2                                   | Категория 2                                                    |
| Устойчивые ветры                              | Последний выход на берег                                       |
| --------------------------------------------- | -------------------------------------------------------------- |
| 43—49 м/с 83—95 уз 154—177 км/ч 96—110 миль/ч | Олаф в 2021 году во время выхода на берег в Нижней Калифорнии. |

Чрезвычайно опасные ветры нанесут значительный ущерб
Бури категории 2 часто повреждают кровельный материал (иногда обнажая крышу) и наносят ущерб плохо установленным дверям и окнам. Плохо закреплённые знаки и опоры могут получить значительный ущерб, а многие деревья — быть вырваны с корнем или сломаны. Мобильные дома, независимо от того, закреплены они на якоре или нет, обычно повреждаются, а иногда и разрушаются, а многие промышленные здания также получают структурные повреждения. Малые суда на незащищенных якорных стоянках могут выйти из строя. Вероятны обширные или почти полные перебои в подаче электроэнергии и разрозненная потеря питьевой воды, которая, возможно, продлится много дней.
Ураганы, пик которых достиг категории 2 и достигшие берега с такой интенсивностью включают: Эйбл (1952), Алиса (1954), Элла (1958), Фифи (1974), Диана (1990), Герт (1993), Роза (1994), Эрин (1995), Альма (1996), Хуан (2003), Алекс (2010), Ричард (2010), Томас (2010), Шарлотта (2012), Эрнесто (2012), Артур (2014), Салли (2020), Олаф (2021), Рик (2021) и Агата (2022).

### Категория 3
| Категория 3                                     | Категория 3                                   |
| Устойчивые ветры                                | Последний выход на берег                      |
| ----------------------------------------------- | --------------------------------------------- |
| 50—58 м/с 96—112 уз 178—208 км/ч 111—129 миль/ч | Грейс в 2021 году выходит на берег в Мексике. |

Будет нанесен разрушительный ущерб
Тропические циклоны категории 3 и выше описываются как крупные ураганы в Атлантике или Восточно — Тихоокеанском бассейне. Эти ураганы могут вызвать некоторые структурные повреждения небольших жилых домов и хозяйственных построек, особенно деревянных каркасов или промышленных материалов с незначительными повреждениями навесных стен. Здания, не имеющие прочного фундамента, например дома на колёсах, обычно разрушаются, а элементы двускатных крыш отслаиваются. Промышленные здания обычно получают серьёзные и непоправимые повреждения. Наводнение у побережья разрушает более мелкие постройки, в то время как более крупные постройки поражаются плавающими обломками. Большое количество деревьев будет вырвано с корнем или сломано, что делает недоступными многие районы. Кроме того, и в глубине суши местность может быть затоплена. Потеря электроэнергии от почти полной до полной возможна на срок до нескольких недель, и вода, вероятно, также будет потеряна или загрязнена.
Ураганы, пик которых достиг 3 категории интенсивности и достигшие берега с этой интенсивностью включают: Изи (1950), Кэрол (1954), Хильда (1955), Одри (1957), Селия (1970), Элла (1970), Кэролайн (1975), Элоиза (1975), Оливия (1975), Алисия (1983), Елена (1985), Роксана (1995), Фрэн (1996), Исидор (2002), Жанна (2004), Лейн (2006), Карл (2010), Отто (2016), Зета (2020) и Грейс (2021).

### Категория 4
| Категория 4                                      | Категория 4                                                |
| Устойчивые ветры                                 | Последний выход на берег                                   |
| ------------------------------------------------ | ---------------------------------------------------------- |
| 58—70 м/с 113—136 уз 209—251 км/ч 130—156 миль/ч | Иэн в 2022 году на пике интенсивности возле побережье США. |

Произойдет катастрофический ущерб
Ураганы категории 4, как правило, приводят к более обширным разрушениям навесных стен с некоторым полным разрушением конструкций в небольших домах. Обычны тяжелые, непоправимые повреждения и почти полное разрушение навесов АЗС и других конструкций с широким пролётом. Мобильные и промышленные дома часто сплющиваются. Большинство деревьев, за исключением самых выносливых, вырваны с корнем или надломлены, изолируя многие участки. Эти штормы вызывают обширную эрозию пляжей, в то время как местность может быть затоплена далеко вглубь суши. Ожидаются полные и длительные потери электроэнергии и воды, возможно, в течение многих недель.
Ураган Галвестон в 1900 году, самое смертоносное стихийное бедствие, обрушившееся на Соединённые Штаты, достиг своей интенсивности, для штормов соответствующей современной категории 4. Другие примеры штормов, достигших максимума в 4 категории интенсивности и достигшие берега с такой интенсивностью, включают: Донна (1960), Флора (1963), Клео (1964), Бетси (1965), Кармен (1974), Фредерик (1979), Джоан (1988), Иники (1992), Луис (1995), Ирис (2001), Чарли (2004), Деннис (2005), Густав (2008), Айк (2008), Хоакин (2015), Харви (2017), Лаура (2020), Эта (2020), Йота (2020), Ида (2021), Иэн (2022) и Хелен (2024).

### Категория 5
| Категория 5                                                       | Категория 5                                                  |
| Устойчивые ветры                                                  | Последний выход на берег                                     |
| ----------------------------------------------------------------- | ------------------------------------------------------------ |
| 70 м/с и более 137 уз и более 252 км/ч и более 157 миль/ч и более | Дориан в 2019 году приближается к берегу Багамских островов. |

Произойдет катастрофический ущерб
Категория 5 — высшая категория шкалы ураганных ветров Саффира — Симпсона. Эти ураганы приводят к полному разрушению крыш многих жилых и промышленных зданий, а также к полному разрушению некоторых зданий, когда небольшие хозяйственные постройки сносятся с места или уносятся ветром. Обрушение многих широкопролётных крыш и стен, особенно без внутренних опор, является обычным явлением. Преобладают очень тяжёлые и непоправимые повреждения многих деревянных каркасных конструкций и полное разрушение передвижных и промышленных домов. Лишь некоторые типы сооружений могут выстоять в целости и сохранности, и только если они расположены на расстоянии не менее 5—8 км от побережья. К ним относятся офисные здания, многоквартирные дома и отели, которые имеют прочную бетонную или стальную каркасную конструкцию, многоэтажные бетонные гаражи и жилые дома, построенные из железобетонного кирпича или бетонно-цементных блоков и имеющие шатровые крыши с уклоном не менее чем 35 градусов от горизонтали и без каких-либо выступов, и если окна сделаны из безопасного стекла, устойчивого к ураганам, или закрыты ставнями. Если большинство из этих требований не будет выполнено, может произойти катастрофическое разрушение конструкции.
Штормовое наводнение наносит серьёзный ущерб нижним этажам всех построек вблизи береговой линии, и многие прибрежные сооружения могут быть полностью разрушены или смыты штормовым нагоном. Практически все деревья вырваны с корнем или сломаны (а с некоторых при этом ещё и сорвана кора), что изолирует наиболее затронутые сообщества. Если ураган угрожает населённым пунктам, то может потребоваться массовая эвакуация жилых районов. Ожидаются полные и чрезвычайно длительные перебои в подаче электроэнергии и потери воды, возможно, на срок до нескольких месяцев.
Исторические примеры штормов, обрушившихся на берег в категории 5 включают: ураган на Кубе (1924 г.), Окичоби (1928 г.), ураган на Багамах (1932 г.), Куба-Браунсвилл (1933 г.), Ураган Дня труда (1935 г.), Джанет (1955 г.), Камилла (1969 г.), Эдит (1971), Анита (1977), Дэвид (1979), Гилберт (1988), Эндрю (1992), Ураган Дин, Ураган Катрина (2005), (2007), Феликс (2007), Ирма (2017), Мария (2017), Майкл (2018), Дориан (2019) ,Милтон (2024).

## Критика
Некоторые учёные, в том числе Керри Эмануэль и Лакшми Канта, раскритиковали шкалу как упрощённую, указав, что шкала не учитывает ни физический размер шторма, ни количество выпадающих осадков. Кроме того, они и другие указывают, что шкала Саффира — Симпсона, в отличие от шкалы Рихтера, используемой для измерения землетрясений, не является непрерывной и квантуется на небольшое количество категорий. Предлагаемые замены классификации включают индекс интенсивности ураганов, который основан на динамическом давлении, вызываемом штормовыми ветрами, и индекс опасности ураганов, который основан на скорости приземного ветра, радиусе максимальных ветров шторма и его поступательной скорости. Обе эти шкалы непрерывны, сродни шкале Рихтера; однако ни одна из этих шкал не использовалась официальными лицами. 

### Предлагаемые расширения
После серии мощных штормовых систем сезона ураганов в Атлантике 2005 года, а также после урагана «Патрисия» несколько газетных обозревателей и учёных выдвинули предложение о введении категории 6, и они предложили относить к 6 категории шторма с ветром более 280 или 290 км/ч. Новые призывы к рассмотрению этого вопроса были сделаны после урагана «Ирма» в 2017 году, который был предметом ряда, казалось бы, заслуживающих доверия сообщений в ложных новостях как о «шторме категории 6», отчасти из-за того, что многие местные политики использовали этот термин. Зарегистрировано лишь несколько штормов такой интенсивности. Из 37 ураганов, которые в настоящее время считаются достигшими категории 5 в Атлантике, 18 имели скорость ветра 282 км/ч или больше, и только восемь из них имели скорость ветра 290 км/ч или выше (ураган в День труда 1935 года, Аллен, Гилберт, Митч, Рита, Вильма, Ирма и Дориан). Из 18 ураганов, которые в настоящее время считаются достигшими категории 5 в восточной части Тихого океана, только пять имели скорость ветра 282 км/ч или больше (Пэтси, Джон, Линда, Рик и Патрисия), и только у трёх из них скорость ветра составляла 290 км/ч или выше (Линда, Рик и Патрисия). Большинство штормов, подпадающих под эту категорию, были тайфунами в западной части Тихого океана, в первую очередь это тайфуны Типа, Халонг и Суригаэ в 1979, 2019 и 2021 годах соответственно, каждый с устойчивым ветром до 305 км/ч, и тайфуны Хайян, Меранти и Гони в 2013, 2016 и 2020 годах соответственно, каждый с устойчивым ветром 315 км/ч. Иногда высказывались предложения использовать в качестве отсечки ещё более высокие скорости ветра. В газетной статье, опубликованной в ноябре 2018 года, исследователь NOAA Джим Косин сказал, что вероятность более сильных ураганов возрастает по мере потепления климата, и предположил, что категория 6 начнётся с 314 км/ч, с дополнительной гипотетической категорией 7, начинающейся с 370 км/ч.
По словам Роберта Симпсона, для категории 6 по шкале Саффира — Симпсона нет причин, поскольку она предназначена для измерения потенциального ущерба, нанесённого ураганом сооружениям, созданным человеком. Симпсон заявил, что «… когда вы поднимаетесь против ветра, превышающего 249 км/ч у вас достаточно повреждений, если этот сильный ветер длится до шести секунд, на здании — он вызовет серьёзные повреждения, независимо от того, насколько хорошо оно спроектировано». Тем не менее, в округах Брауард и Майами-Дейд во Флориде действуют строительные нормы и правила, которые требуют, чтобы здания критической инфраструктуры выдерживали ветра категории 5.